# ألي ليندبرغ
ألي ليندبرغ (بالفنلندية: Alie Lindberg) هي عازفة بيانو فنلندية، ولدت في 19 مايو 1849 في Turku and Pori Province ‏ في السويد، وتوفيت في 27 نوفمبر 1933 في ستوكهولم في السويد.